# Сафонова, Виктория Викторовна
Виктория Викторовна Сафонова (р. 12 декабря 1946) — советский и российский лингвист, культуролог, педагог, Доктор педагогических наук, специалист в области методики иноязычного образования, разработчик концепции и общетеоретических основ социокультурного подхода к обучению иностранным языкам. Профессор кафедры лингвистики, перевода и межкультурной коммуникации факультета иностранных языков и регионоведения МГУ имени М. В. Ломоносова.
Генеральный директор научно-исследовательского центра «Еврошкола» (с 1998). С 1993 года участвует в международных проектах по линии Совета Европы. Автор федеральных учебных программ для 1—11 классов по иностранным языкам и учебно-методических комплексов для 8—11 классов школ с углублённым изучением иностранного языка, в которых воплотились идеи социокультурного образования средствами иностранного языка.

## Биография

### Образование
Окончила среднюю школу № 1 имени А. В. Кольцова в 1966 года, окончила английское отделение факультета Романо-германской филологии Воронежского государственного университета в 1971 году.

### Профессиональная деятельность
1972—1991 Преподаватель, доцент, старший научный сотрудник кафедры английской филологии Воронежского государственного университета.
1991—1994 Научный сотрудник лаборатории языкового образования Московского института развития образовательных систем.
1994—1998 Заведующая кафедрой иностранных языков и культуроведения Республиканского института повышения квалификации работников образования.
с 1998 г. Генеральный директор научно-исследовательского центра «Еврошкола».
с 1993 г. участвует в международных проектах по линии Совета Европы
с 1994 г. является председателем секции дошкольного обучения, общеобразовательных школ, педагогических колледжей и вузов Научно-методического совета по Иностранным Языкам
с 2013 года является профессором кафедры Лингвистики, перевода и межкультурной коммуникации Московского государственного университета им. М. В. Ломоносова

## Научная деятельность

### Научно-исследовательская деятельность
В. В. Сафоновой были разработаны:
- концепция и общетеоретические основы социокультурного подхода к обучению иностранным языкам, в которых были сформулированы задачи обучения нормам межкультурного общения на иностранном языке;
- влияние социокультурного контекста изучения иностранного языка на возможность реализовать обучающий потенциал различных моделей обучения языкам;
- использование социокульурного подхода к обучению иностранным языкам в школе и в вузе, его социализирующего воздействия на изучение иностранного языка как учебной дисциплины.[4];

В своих исследованиях В. В. Сафонова часто обращается к спорным вопросам культуроведения, к которым относятся:
- вопросы структуры социокультурной компетенции;
- проблемы выделения общих и отличительных характеристик социокультурной компетенции при интерпретации индивидом фактов неродной культуры и при представлении родной культуры на иностранном языке в инокультурной сред;
- вопросы описания различных уровней владения этой компетенцией в условиях межкультурного общения.

Одновременно с научной деятельностью В. В. Сафонова ведет педагогическую работу в высших учебных заведениях Москвы (МПГУ, МГУ), а также в других городах и регионах РФ.

### Федеральные программы и Учебно-методические комплексы
В. В. Сафонова является автором федеральных учебных программ для 1—11 кл. по иностр. языкам и учебно-методических комплексов для 8—11 кл. школ с углубленным изучением иностранного языка. Теоретические положения социокультурного подхода к изучению иностранного языка также учитывались при разработке национальных стандартов по иностранному языку как учебному предмету в средней школе (2003), при построении новых вузовских учебных программ и курсов по методике обучения иностранным языкам, при разработке пособий по культуроведению для школы и вуза, обучение иностранному языку в контексте диалога культур и цивилизаций;
Учебно-методические комплексы по английскому языку для 8, 9, 10 и 11 классов являют собой серию действующих учебников для школ с углубленным изучением английского языка. Он построен с ориентацией на современные принципы обучения иностранным языкам:
- иноязычное коммуникативное развитие школьников в единстве с их когнитивным и эмоционально-эстетическим развитием;
- иноязычные аутентичные материалы;
- взаимосвязанное обучение основным видам речевой деятельности;
- учёт возрастных интересов и потребностей обучаемых в межкультурном общении;
- интенсификация учебного иноязычного общения;
- обеспечение дидактических условий для самообразования школьников при изучении иностранного языка.

### НИЦ «Еврошкола»
С 1998 года В. В. Сафонова возглавляет научно-исследовательский центр «Еврошкола», в котором ведется работа по исследованию и апробации моделей билингвального и политкультурного развития школьников, включающих международный, национальный, региональный и школьный компоненты языкового и культуроведческого образования учащихся школы. НИЦ «Еврошкола» был создан для интенсификации научных исследований в области обучения языкам международного общения в контексте диалога культур и цивилизаций и создания инновационной методической и учебной литературы нового поколения, учитывающей как мировые тенденции в развитии языкового образования, так и национальные достижения и приоритеты в гуманитарном образовании России.

## Избранная библиография
- Safonova V. The European Dimension in Federal In-Service Programmes for Continuing Education of Primary School Teachers in Russia. — Spain: Rapport de L'atelier 17 Strasbourg, le 10 arni 1997. Council of Europe., 1997.
- Safonova V. Cambridge English for Schools in Russia:  Russian Companion Two One. — Melbourne: Дрофа, 2000.
- Safonova V. Cambridge English for Schools in Russia: Russian Companion  One. — Melbourne: Дрофа, 1999.
- Safonova V. Cambridge English for Schools in Russia: Russian Companion. Starter. — Melbourne: Дрофа, 2001.
- Safonova V. Cambridge English for Schools in Russia:: Russian Companion Three One. — Melbourne: Дрофа, 2002.
- Safonova V. CD-ROM American Potpourri: An American Sudies ELT Series. — Moscow: English Language Office, U.S. Embassy, 2007. — 77 с.
- Safonova V. Integrating Planetary Globalism, Ethnic Cultures and Humanism In Language Pedagogy. Тезисы. The International Seminar «The State and Perspectives of Multicultural School» Teaching before the XXIst Century. — Moscow, 1991.
- Safonova V., Sysoyev P. National Memory and U.S. History Milestones in Monuments.
- Saphonova V. Developing  Learners’ Awareness of European and National Identities in the Language Classroom: Euroresource book. — Moscow: Mayak International, 1997.
- Saphonova V. Europages: ELT materials //Developing Language Learners’ Awareness of “European and National Identities: Euroresource book ESML . Workshop 7/95 " Syllabus definition and evaluation of proficiency at the end of upper secondary education: diversity and harmony in objectives and approaches to assessment" Graz, 19-21 November 1995, Strasbourg 18-19 July 1996. — Moscow: Mayak International, 1997.
- Saphonova V., Otten E. “Evaluation of Learner Materials for Bilingual Education // Bilingual Education in Secondary Schools: Learning and Teaching Non-language Subjects through a Foreign Language // Report on Workshop 12B/ 21-26 April 1996. — Luxembourg: CE, CC-LANG, 1996.
- Saphonova V. Russian Experiences in Developing National and European Identities //  Developing Language Learners’ Awareness of “European and National Identities: Euroresource book ESML . Workshop 7/95 " Syllabus definition and evaluation of proficiency at the end of upper secondary education: diversity and harmony in objectives and approaches to assessment" Graz, 19-21 November 1995, Strasbourg 18-19 July 1996. — Moscow: Mayak International, 1997.
- Saphonova V., Grom E., Sokolova N. Russian Federation Module: Developing the Learner’s Awareness of European and National Identities in the Language Classroom // Social identity and the European dimension: intercultural competence through foreign language learning /Compilted and Edited by M. Byram, Planet M.T. -  Strausbourg, Graz: Council of Europe, the European Centre for Modern Languages.2000. - 127-152.
- Saphonova V. On Socio-Cultural Interdisciplinary Analysis in Language Pedagogy: Korean Linguistics and Korean Language Educaiton in the USSR,. — Seoul, 1991.
- Сафонова В. В. Английский язык для школ с углубленным изучением иностранных языков (1-4 классы).// Программы общеобразовательных учреждений.  Второй иностранный язык. Английский язык. Немецкий язык. Французский язык. Испанский язык. Английский язык для школ с углубленным изучением иностранных языков (1-4 классы) 1-4. — М.: Просвещение, 1996.
- Сафонова. В. В. Английский язык. Элективные курсы. Культуроведение Великобритании. Культуроведение США. 10-11 кл. — М.: АСТ: Астрель: Хранитель, 2007. — 172 с.
- Бим И. Л., Сафонова В. В., Щепилова А. В. О преподавании иностранного языка в условиях внедрения федерального компонента государственного стандарта общего образования. // Новые государственные стандарты школьного образования по иностранному языку. — М.: АСТ- Астрель, 2004.
- Сафонова В. В., Сысоев П. В. Современные тенденции в профильном-ориентированном образовании В России и Великобритании: Методические тетради. Серия «Методика обучения иностранным языкам. Языковая педагогика в схемах и таблицах». — М.: Еврошкола, 2004.
- Сафонова В. В. О билингвальном развитии и общепланетарных нормах.
- Сафонова В. В. Многоуровневость в языковом образовании: общеевропейский и национальные подходы. — М.: Еврошкола, 2008. — 108 с.
- Сафонова В. В. Развитие коммуникативно-речевой культуры школьников 8-9 классов при изучении английского языка (на материале УМК по английскому языку В.В. Сафоновой, Е.Н.Солововой): Методические тетради. — М.: Еврошкола, 2008. — 108 с.
- Сафонова В. В. Социокультурные аспекты современного языкового образования: Методические тетради. — М.: Еврошкола, 2004.
- Сафонова В. В. Социокультурные аспекты языкового образования. — М.: Еврошкола, 2008. — 77 с.
- Сафонова В. В. Иностранные языки в моей жизни.(Материалы для самооценки уровня владения иностранными языками в 8-11 классах школ с углубленным изучением английского языка). — М.: Еврошкола, 2001.
- Сафонова В. В. Информационный пакет по итогам российско-британского проекта по экспертизе британских учебных курсов английского языка для использования в российской системе начального и среднего образования. — М., 1997. — 50 с.
- Кузьмина Л. Г., Сафонова В. В. Типология социокультурных ошибок в англоязычной письменной речи русских обучаемых. — С., 1998.
- Сафонова В. В. Опыт билингвального образования средствами родного и иностранных языков: Тезисы докладов и выступлений на конференции. — М.: Еврошкола, 1999.
- В. В. Сафонова, Л. И. Максимова, Н. Ф. Мещанова. Основные методические категории и понятия. Методы исследования в языковой педагогике. — М.: Еврошкола, 2008. — 36 с.
- И. Л. Бим, М. Э. Биболетова, В. В. Копылова, Е. А. Макарчук, Сафонова В. В., А. В. Щепилова. Примерные программы по иностранным языкам / // Новые государственные стандарты школьного образования по иностранному языку. — М.: АСТ- Астрель, 2004.
- Сафонова В. В., Соловова В. Н. Программа начального общего образования по английскому языку. — М.: АСТ- Астрель, 2006. — 47 с.
- Сафонова В. В. Программа по английскому языку  10-11 кл. для школ с углубленным изучением АЯ. — М.: Просвещение, 2000. — 144 с.
- Сафонова В. В. Программно- методические материалы. Иностранные языки для школ и классов с углубленным изучением английского, немецкого, испанского языков. Начальная школа. — М.: Дрофа, 1998. — 128 с.
- Сафонова В. В., Сысоев П. В. Программы общеобразовательной школы. Английский язык. Программа элективного курс «American Cultural Studies». 10-11 классы (профильный уровень). — М.: Еврошкола, 2004.
- Сафонова В. В. Программы общеобразовательной школы. Английский язык. Программа элективного курс «British Cultural Studies». 10-11 классы (профильный уровень). — М.: Еврошкола, 2003.
- Сафонова В. В. Программы общеобразовательных учреждений. Английский язык для школ с углубленным изучением иностранных языков. 5-9 классы средней школы. — М., 1996.
- Сафонова В. В. Программы общеобразовательных учреждений. Английский язык. Школа с углубленным изучением иностранных языков. II-XI классы. — М.: Просвещение, 2005. — 272 с.
- Смирнова Л. Н., Сафонова В. В. Программы общеобразовательных учреждений. Испанский язык . Школа с углубленным изучением иностранных языков.10-11 классы. — М.: Еврошкола, 2002. — 150 с.
- Сафонова В. В. Культуроведение и социология в языковой педагогике. — Воронеж: Истоки, 1992.
- Сафонова В. В. Социокультурный подход к обучению иностранным языкам. — М.: Высшая школа, Амскорт интернэшнл, 1991.
- Сафонова В. В. Культурно-языковая экспансия и её проявления в языковой политике и образовании. – Иностр. яз. в шк. — 2002.
- Сафонова В. В. О коммуникативном образовании и коммуникативной образованности современных школьников.//ELT News and Views. -1998 - Issue 5. — М.: Динтернал, 1998.
- Сафонова В. В. Тестирование как способ исследования коммуни-кативно-речевых синонимов.// Принципы и методы описания языковых единиц: Сборник научных статей. — Воронеж, 1985.
- Сафонова В. В. Проблемы моделирования культурного пространства в системе «Автор учебника – учебник – ученик – учитель – издательство» // Современные проблемы языкового образования. Научно-методический сборник. Часть 1. — М.: Еврошкола, 2001.
- Сафонова В. В. Английский язык : Учеб. Для IX   кл. шк. c углубл. изучением англ. В 2 ч. Ч. 2 яз. — М.: АСТ- Астрель, 2008.
- Сафонова В. В. Английский язык: Кн. для учителя для IX   кл. шк. c углубл. изучением англ. яз. — М.: Просвещение, 2004.
- Сафонова В. В. Английский язык: Контрол. задания к учеб. для VIII  кл. шк. с углубл. изучением англ. яз. — М.: Просвещение, 2002.
- Сафонова В. В. Апробация национальной версии «Языкового портфеля на экспериментальных школьных площадках во Владимире, Челябинске, Перми, Пензе» // Языковой портфель в России: Результаты I этапа пилотного проекта. — М.: МГЛУ, 1999.
- Сафонова В. В., Е. Н. Соловова, М. З. Биболетова. Концепция образования по ИЯ в 12-летней школе // Иностранные языки в школе. 2000, № 4.
- Сафонова В. В. ЕГЭ 2011. Английский язык. Репетитор. — М.: Эксмо, 2010. — 272 с.
- Сафонова В. В. Изучение языков международного общения в контексте диалога культур и цивилизаций. — Воронеж: «Истоки», 1996.
- Сафонова В. В. Иностранный язык в двуязычном образовании российских школьников. — М.: ИЯШ, 1997.
- Сафонова В. В. ИТК в поликультурном образовании средствами соизучаемых языков: европейские тенденции и российские национальные приоритеты // Информационно-коммуникационные технологии в обучении иностранным языкам и межкультурной коммуникации. Вып. 3: c/сб.ст./Министерство  образования и науки РФ [и др.] под  ред. А. Л. Назаренко. — М.: Центручебфильм, 2008. — 319 с.
- Сафонова В. В. Книга для учителя к учебному пособию по  английскому языку для 10-11 классов школ с углубленным изучением английского языка. Часть 1. — М.: Просвещение, 2002.
- Сафонова В. В. Коммуникативная компетенция: современные подходы к многоуровневому описанию в методических целях. — М.: Еврошкола, 2004.
- Сафонова В. В. Коммуникативная социализация обучаемых средствами иностранного языка // Мировоззренческие аспекты преподавания иностранного языка в вузе. Научно-методический сборник. — Воронеж, 1989.
- Сафонова В. В. Культуроведение в системе современного языкового образования // Иностр. яз. в шк. — 2001.
- Сафонова В. В. О внедрении элементов проблемного обучения на языковых факультетах университетов // Пути реализации проблемного подхода в обучении иностранным языкам в вузе. Межвузовский  сборник научных статей.
- Сафонова В. В. О типологии иноязычных поисковых задач //  Актуальные вопросы отбора учебного материала для вузовского курса иностранного языка.
- Сафонова В. В. Опыт экспериментального исследования особенностей функционирования коммуникативно-синтаксических синонимов в английском языке. Тезисы.// Страноведение и лингвострановедение в преподавании иностранного языка. Межвузовская научно-методическая конференция. Тезисы докл. — М.: МГИМО, 1980.
- Сафонова В. В. Основные принципы социокультурного образования средствами соизучаемых языков  в 21 веке  //Вістник Чернігiвського державного педагогічного університету. Выпуск 48. Серія: Педагогічнi науки. — Чернігi: Чернігівський державний педагогічний університет імені Т.Г. Шевченка, 2007.
- Сафонова В. В. Особенности речевого поведения переводчика в условиях межязыковой коммуникации. Актуальные проблемы научно-технического перевода. Тезисы научной конференции. — Воронеж, 1985.
- Сафонова В. В. Перевод, переводоведение и методика обучения переводческой деятельности: Методические тетради. Серия « Методика обучения иностранным языкам в схемах и таблицах. — М.: Еврошкола, 2008.
- Сафонова В. В. Поликультурность как новое направление развития и стратегия современного языкового образования // Вісник Чернігiвського державного педагогічного університету. Выпуск 62. Серія: педагогіснi науки: Збіорник. — Чернігi: ЧДПУ, 2009. — 224 с.
- Сафонова В. В. Принципы дидактического-ориентированного описания Интернет-текста как продукта межкультурной коммуникации // Материалы первой научно-практической конференции «Дистанционное обучение в системе непрерывного образования, (Москва, 13 ноября- 25 декабря 2008 г). — М.: Еврошкола, 2009. — 208 с.
- Сафонова В. В. Проблемные задания на уроках английского языка в общеобразовательной школе. — Москва: Еврошкола, 2001.
  - Сафонова В. В. Проблемные задания на уроках английского языка в общеобразовательной школе: Учебное пособие по спецкурсу. — Воронеж: изд-во ВГУ, 1987.
- Сафонова В. В. Проблемы оценки качества языкового образования в контексте коммуникативных потребностей и защиты образовательных прав человека // Современные подходы к контролю иноязычных умений. Материалы Всероссийской научно-практической конференции. — Тамбов: Изд-во ТГУ, 2005.
- Сафонова В. В. Развитие культуры восприятия устной речи. – Москва: Еврошкола, 2011. –серия «Русский язык в контексте диалога культур и цивилизаций».
- Сафонова В. В. Размышления о «детском культуроведении» в контексте социокультурного подхода к обучению иностранным языкам // Современные проблемы языкового образования. Научно-методический сборник. — М.: Еврошкола, 2001.
- Сафонова В. В. Русский и иностранные языки в фокусе поликультурного образования // Язык. Культура. Общение: Сборник научных трудов в честь юбилея заслуженного профессора МГУ имени М. В. Ломоносова С. Г. Тер-Минасовой. — М.: Гнозис, 2008.
- Сафонова В. В. Соизучение русского и английского языков в контексте диалога современных цивилизаций // Сборник докладов международной научно-практической конференции «Русский язык в меняющемся мире». — М.: Московская академия экономии и права, НОПЛ, Министерство образования и науки РФ.
- Сафонова В. В. Социокультурный подход к коммуникативному развитию средствами соизучаемых языков.// Актуальные проблемы обучения иностранным языкам на современном этапе: Материалы международной научно-методической конференции. — Минск: Минск. ГЛУ, 1999.
- Сафонова В. В. Социокультурный подход к обучению языкам международного общения: социально-педагогические и методические доминанты // Сборник научных статей. Посвящается 75-летнему юбилею И. А. Цатуровой. — Таганрог: Таганрогский гос. радиотех. ун-т, 2004.
- Сафонова В. В. УМК по ИЯ в фокусе методически-оринтированного культуроведческого анализа // ИЯ в системе непрерывного образования: проблемы преемственности: Материалы всероссийской научно-практической конференции. — Пермь, 2000.
- Сафонова В. В. Языковая педагогика в зеркале мировых тенденций развития языкового поликультурного образования. Лингвокультурное образование в системе вузовской подготовки специалистов: Сборник материалов межкультурной научно-практической конференции / под общей редакцией док. пед. наук А. Н. Сендера. — Брест: БрГУ имени А.С. Пушкина, 2009.
- Сафонова В. В. Языковая педагогика и современные проблемы языкового образования // Языковое образование в национально-культурном наследии России: исторические традиции, современность, взгляд в будущее. Тезисы докладов к конференции. — М.: Минобразование РФ, Академия повышения квалификации и переподготовки работников образования, 2001.
- Сафонова В. В. Culture and Society: Пособие по культуроведению Соединенных штатов Америки. В двух частях. Часть  2. — М.: Еврошкола, 2008.
- Сафонова В. В., Гром Е. Н. Из опыта проведения второй всероссийской олимпиады школьников по английскому языку. Иностранные языки в школе. — 2000.
- Сафонова В. В. и др. «Языковой портфель  в России»:  личностнообразующий потенциал. / Современные проблемы языкового образования. Научно-методический сборник. Часть 2. — М.: Еврошкола, 2001.
- Сафонова В. В., Николаева Л. И., Юрлова Н. А., Декленко О. А. Апробация национальной версии «Языкового Портфеля» на экспериментальных школьных площадках во Владимире,  Челябинске, Перми, Пензе // «Языковой Портфель в России». Результаты I этапа пилотного проекта. — М.: МГЛУ, 1999.
- Сафонова В. В. Письмо на английском языке. Пособие для учащихся к учебнику английского языка для 10-11 классов школ с углубленным изучением англ. языка.  - Москва, Просвещение, 1997. – 3-е издание. — М.: Просвещение, 2001.
- Сафонова В. В., Россинская А. Н. Коммуникативно-речевая, культуроведческая и когнитивная направленность процесса стандартизации языкового образования в России, США и Канаде.// Вестник Московского университета. Серия 19. Лингвистика и межкультурная коммуникация. — 2008.
- Сафонова В. В., Сысоев П. В. US Culture and Society: Пособие по культуроведению Соединенных штатов Америки. В двух частях. Часть I. — М.: Еврошкола, 2004.
- Сафонова В. В., Твердохлебова И. П., Зайцева Л. Н., Кавнатская Е. В. Учебник  для 10-11 классов школ с углубленным изучением английского языка. В 2 ч. Часть 1. — М.: Просвещение, 2002.
- Сафонова В. В., Твердохлебова И. П., Зайцева Л. Н., Кавнатская Е. В. Учебник  для 10-11 классов школ с углубленным изучением английского языка. В 2 ч. Часть 1. — М.: Просвещение, 2003.
  - Сафонова В. В., Ханнен-Лэнг А. Пособие по культуроведению  для 10-11 классов школ с углубленным изучением английского языка. В 2ч. Часть 1. — М.: Просвещение, 2001.
- Сафонова В. В., Ханнен-Лэнг А. Пособие по культуроведению  для 10-11 классов школ с углубленным изучением английского языка. В 2ч. Часть 2. — М.: Просвещение, 2001.
- Сафонова В. В. Английский язык. Школа с углубленным изучением иностранных языков. 2-11 кл. — М.: АСТ: Астрель, 2007.
- Сафонова В. В. Английский язык.: Кн. Для чтения к учеб. Для IX   кл. шк. c углубл. изучением англ. яз. — М.: АСТ: Астрель, 2008.
- Сафонова В. В. Английский язык.: Кн. Для чтения к учеб. Для VIII  кл. шк. с углубл. Изучением англ. яз. — М.: Просвещение – АО «Московские учебники», 2002.
- Сафонова В. В. Перевод в контексте изучения иностранного языка в рамках гуманитарно-филологического профиля. — 2008.
- Сафонова В. В. Развитие коммуникативной билингвальной культуры в контексте Интернет-педагогики //Содержание современного языкового образования в системе профессиональной подготовки студентов: материалы международной научно-практической конференции (Барнаул, 28-29 ноября 2008 г.). под ред. доц. Н. А. Кармановой. — Барнаул: БГПУ, 2009. — 222 с.
- Сафонова В. В. Размышления о социокультурной компетенции как объекте диагностики и контроля// Современные проблемы лингвистики, теории и практики преподавания ИЯ: Сборник научных статей/Под ред. Ю. Б. Кузьменковой. — М.: МАКС Пресс, 2009. — 436 с.
- Сафонова В. В. Спорные вопросы создания материалов для тестирования  умений аудировать на ИЯ. – Современные теория и методики обучения иностранным языкам. — М.: Издательство «Экзамен», 2004.
- Сафонова В. В. Английский язык. Культуроведение  Великобритании: учеб. пособие для 10 кл. общеобразовательных учреждений, лицеев и гимназий, школ с углублен. изучен. англ. яз. — М.: АСТ: Астрель, 2010. — 168 с.
- Сафонова В. В. Сборник научных трудов Тарт. университета, 1984. — вып.674.
- Сафонова В. В. Языковой портфель в России: видеофильм/В. В. Сафонова. — М.: Еврошкола, 1999.
- Сафонова В. В. Языковой портфель для учащихся 8-11 кл. школ с углубленным изучением ИЯ. — М.: Еврошкола, 2006.